# Khoratpithecus
A Khoratpithecus a főemlősök egy kihalt neme. A késő miocénben élt (9-7 millió évvel ezelőtt), Délkelet-Ázsiában. Három faj tartozik a nembe:
- Khoratpithecus chiangmuanensis (Chaimanee, Jolly, Benammi, Tafforeau, Duzer, Moussa & Jaeger, 2003) (korábban Lufengpithecus chiangmuanensis ')
- Khoratpithecus piriyai Chaimanee, Suteethorn, Jintasakul, Vidthayanon, Marandat & Jaeger, 2004
- Khoratpithecus ayeyarwadyensis Jaeger, Soe, Chavasseau, Coster, Emonet, Guy, Lebrun, Maung, Shwe, Tun, Oo, Rugbumrung, Bocherens, Benammi, Chaivanich, Tafforeau & Chaimanee, 2011